# جيوفري هيو
جيوفري هيو (بالإنجليزية: Geoffrey Vaughan)‏ هو لاعب اتحاد الرغبي أسترالي، ولد في 9 أبريل 1933 في سيدني في أستراليا، وتوفي في 4 يناير 2018.